# نوده (قائم‌شهر)
نوده، روستایی از توابع بخش مرکزی شهرستان قائم‌شهر در استان مازندران ایران است.

## جمعیت
این روستا در نوکندکلا قرار داشته و براساس آخرین سرشماری مرکز آمار ایران که در سال ۱۳۹۵ صورت گرفته، جمعیت آن ۳۲۲نفر (۱۰۴خانوار) می‌باشد که از این تعداد ۱۵۷ نفر مرد و ۱۶۵ نفر زن می‌باشند.